# جئیرلی (شکی)
جئیرلی (به لاتین: Cəyirli) یک منطقه مسکونی در جمهوری آذربایجان است که در شهرستان شکی واقع شده است. جئیرلی ۱۸۹۶ نفر جمعیت دارد.